# Dennis the Menace Strikes Again!
Dennis the Menace Strikes Again, más conocida como Daniel el travieso ataca de nuevo en Hispanoamérica, es una película estadounidense de comedia del año 1998, protagonizada por Justin Cooper y Don Rickles. Es una secuela de la película de 1993 Daniel el travieso.

## Argumento
Luego de cinco años de la historia relatada en la película anterior, Daniel (Justin Cooper) se comporta peor que antes. Es el cumpleaños del señor Wilson (Don Rickles) y él va hacia su casa para ofrecerle alguna de sus mascotas (ranas, lagartos, serpientes, tarántulas, escorpiones, ratones, mamíferos exóticos e incluso un cocodrilo bebé) como regalo. Esto acaba con el señor Wilson cayendo escaleras abajo en el carrito rojo de Daniel y con su pastel de cumpleaños en la cara, arrojado accidentalmente por su esposa Martha (Betty White). Poco después de este incidente, llega el señor Johnson (George Kennedy), abuelo de Daniel, a mudarse junto con él y sus padres, Henry Mitchell (Dwier Brown) y Alice Mitchell (Heidi Swedberg). El señor Wilson se alegra, ya que con la llegada de este, ve que Daniel pueda pasar más tiempo con él y así tener la paz que tanto quiere tener. Luego, el señor Wilson, al verse que cada día está mayor, quiere volver de nuevo a ser joven y un día se encuentra con dos vendedores (interpretados por Brian Doyle-Murray y Carrot Top, los cuales tratan de convencerle de que compre una rara raíz, la cual mediante un té, podrá regresarlo a su juventud, pero al final termina siendo estafado.
El señor Wilson está a punto de pagarles 10 000 dólares, pero Dennis llega y dice que tiene la misma raíz que había conseguido en un sitio donde estas suelen abundar. Los dos impostores regresan nuevamente y le venden al señor Wilson una máquina que supuestamente hace que la gente se vea más joven. De repente, las actitudes de él y el señor Johnson se revierten cuando este último siente el dolor de George de vivir en el mismo barrio que Daniel, mientras empieza a sentirse joven y feliz.
Mientras Daniel está tratando de limpiar un montón de basura que accidentalmente tiró en el coche de su abuelo mientras él estaba sacando la basura, accidentalmente destruye la máquina del señor Wilson con mezcla de algodón de caramelo que confundió con jabón. Como resultado, George tiene planeado mudarse para estar lo más lejos posible de Daniel. El señor Johnson, al escuchar esto, decide también regresar a su casa, aunque ninguno de los dos parezca que quisieran llevar a cabo esto.
Daniel ayuda a la policía (involuntariamente) a atrapar a los estafadores, que pretendían ser varios obreros en la casa de los Wilson, cuando estaban planeando mudarse, intentando nuevamente vaciar su cuenta bancaria con una cantidad de cheques, sin alegar que la casa necesitase una serie de reparaciones antes de ser vendida. Daniel, que fue una "amenaza" en toda la película, termina siendo un héroe. La policía le devuelve los cheques al señor Wilson, a la vez que este decide finalmente no mudarse y el señor Johnson, finalmente, decide que quiere mudarse definitivamente a la casa de los Mitchell por todo lo que su nieto le hizo pasar.
La película acaba con Daniel y su abuelo en una casa rodante por el Gran Cañón, queriendo llevarle una casa de roca al señor Wilson como regalo, pero accidentalmente, Daniel quita una que estaba sosteniendo la casa rodante, haciendo que está ruede por la pendiente con su abuelo adentro. Mientras, los Wilson ven en las noticias a Daniel explicando todo lo que ha sucedido y al señor Johnson siendo rescatado. Daniel le manda un saludo al señor Wilson y este termina estupefacto.

## Reparto
- Don Rickles como George Wilson.
- George Kennedy como el señor Johnson (abuelo de Daniel).
- Justin Cooper como Daniel Mitchell.
- Betty White como Martha Wilson.
- Brian Doyle-Murray como el profesor (Villano)
- Carrot Top como Sylvester (asistente del profesor).
- Dwier Brown como Henry Mitchell.
- Heidi Swedberg como Alice Mitchell.
- Jacqueline Steiger como Margaret Wade.
- Alexa Vega como Gina.
- Keith Reece como Gunther.
- Danny Turner como Joey.